# Salona

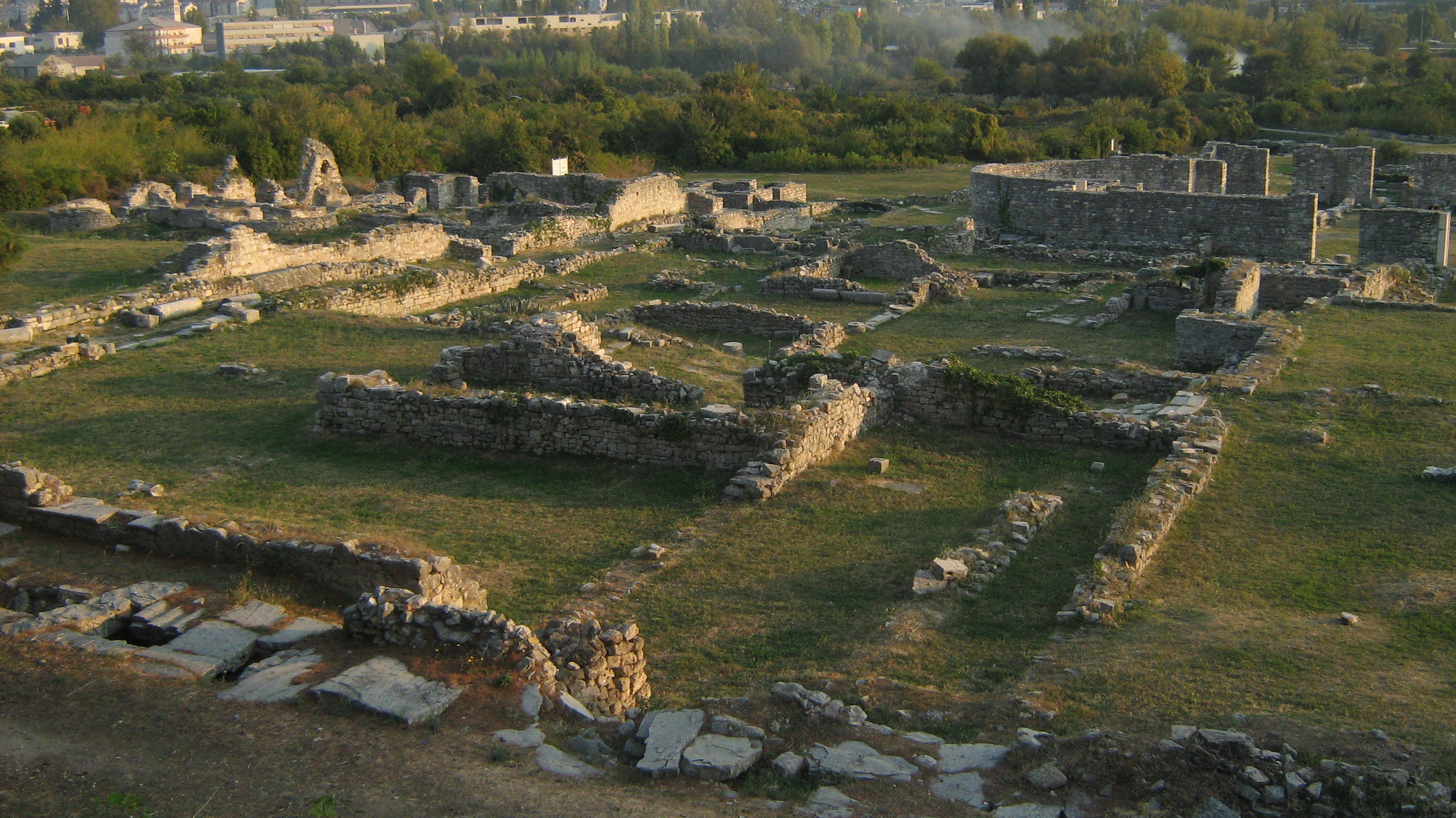
Bischöfliches Zentrum und Therme

Salona (griechisch Σάλωνα (n. pl.)) war die Hauptstadt der römischen Provinz Dalmatia, die sich im südöstlichen Teil der Adriatischen Küste befindet. In der Zeit der Völkerwanderung wurde sie verlassen. Später entstand östlich der antiken Stadt Salona die mittelalterliche Stadt Solin, 6 km von Split entfernt.

## Geschichte
Salona wurde vermutlich vor dem 3. Jahrhundert v. Chr. gegründet. Ursprünglich war es der Stützpunkt und Hafen der illyrischen Dalmatae. In der unmittelbaren Nähe befanden sich die griechischen Siedlungen Tragurion (Trogir) und Epetion (Stobreč), Gründungen der Kolonie Issa. In den Quellen erstmals erwähnt wird es 119 v. Chr., als L. Caecilius Metellus dort mit seiner Armee überwinterte. Hier befand sich auch eine Ansiedlung italischer Händler und Siedler. 78/77 v. Chr. wurde die Stadt durch den römischen Proconsul C. Cosconius erobert. Nach dem Bürgerkrieg zwischen Gaius Iulius Caesar und Gnaeus Pompeius Magnus erhielt Salona zwischen 47 und 44 v. Chr. den Status einer römischen Kolonie (Colonia Martia Iulia Salona). Zu einem ungeklärten Zeitpunkt, definitiv aber vor 28 v. Chr., wurde die römische Provinz Illyrien eingerichtet. Vermutlich im Anschluss an den Aufstand der Illyrer 6–9 n. Chr. wurde die Verwaltungseinheit aufgeteilt in die Provinzen Illyricum superius und Illyricum inferius – erstere erhielt in der folgenden Zeit den Namen Dalmatia, letztere wurde als Pannonien bezeichnet. Im 1./2. Jahrhundert erlebte Salona seine Blütezeit, für das 2. Jahrhundert wird die Zahl der Einwohner auf ca. 60.000 geschätzt. Der aus Dalmatien stammende Kaiser Diokletian (284–305) ließ unweit von Salona einen großen Palast erbauen (Diokletianspalast), wohin er sich nach seiner Abdikation im Jahre 305 zurückzog. Salona wurde Valeria genannt, nach seinem Familiennamen (Gentilnamen).
Nach der Reichsteilung im Jahre 395 wurde die Provinz Dalmatia Teil des Weströmischen Reichs, und nach seinem endgültigen Zusammenbruch 476 gehörte Dalmatien zum Königreich des Odoaker. Zwischen 449 und 458 wurde die Stadt von Hunnen und Goten angegriffen. Die Awaren und Slaven zerstörten die Stadt ca. 613/614. Die Einwohner zogen in den Diokletianspalast oder auf die vorgelagerten Inseln der Adria.

## Stadtanlage
Der alte Stadtkern war trapezförmig gebaut und von dicken Mauern geschützt. Teile dieser Mauer stammen aus dem 2. Jahrhundert v. Chr. Der östliche Teil der Stadtmauern ist bis heute erhalten. Er ist aus großen Steinblöcken gebaut worden. Das Stadttor, Porta Caesarea, hatte an beiden Seiten achteckige Türme. In der Mitte war der Platz für Wagen, links und rechts die Durchgänge für die Fußgänger. Von dort aus führte eine Straße fort, über „fünf Brücken“, wie heute die Reste der Bögen genannt werden. Die Straße verzweigte sich, eine führte nach Süden und die andere nach Norden, in das Landesinnere.
Die Stadt wuchs, viele öffentliche Gebäude wurden in dieser Zeit gebaut. Im südöstlichen Teil der Stadt wurde ein Forum mit dem Kapitol gebaut als Mittelpunkt des öffentlichen, politischen und religiösen Lebens. Ganz in der Nähe des Forums wurde ein Theater gebaut, das Platz für 3500 Zuschauer hatte. Auf der Trajanssäule in Rom befindet sich eine Darstellung von Salona, auf dem man das Theater sehen kann. Südlich des Theaters befand sich ein früher gebauter Tempel. Außerhalb der Stadtmauern, entlang der Straßen, die aus der Stadt führten, wurden nach römischer Tradition die Nekropolen gebaut. Die bekannteste ist die westliche Nekropole, in horto Metrodori, sie befand sich neben der Straße nach Tragurion und war bekannt wegen der „zyklopischen“ Grenzmauern der Gräber. Im 1. Jahrhundert v. Chr. begann die Stadt sich nach Osten und Westen auszudehnen. Wegen der Gefahren, die von germanischen Stämmen ausgingen, wurden die Stadtmauern erweitert, um so die neu angebauten Gebiete zu befestigen. Die Stadt bekam eine elliptische Form mit einer 1,6 km langen Ost-West- und einer 700 m langen Süd-Nord-Achse.

## Amphitheater

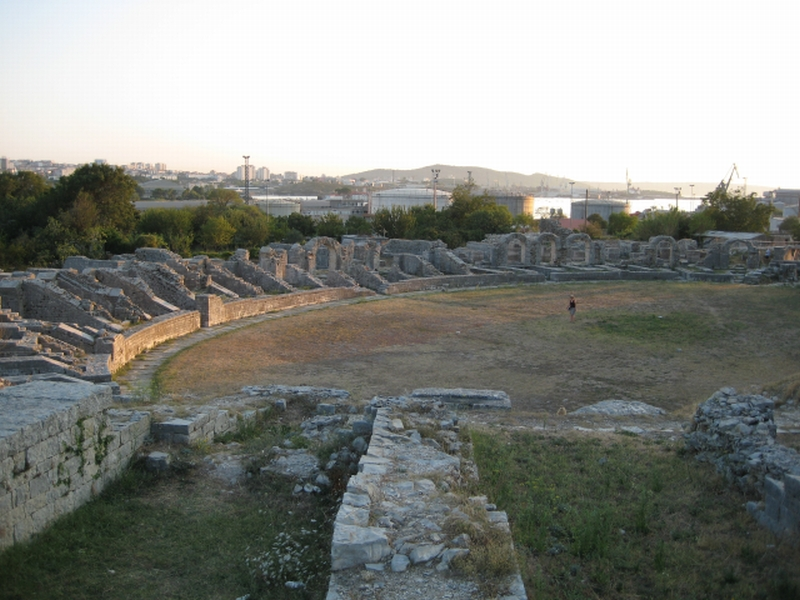
Amphitheater

Da der Bau der Stadtmauern schnell vonstattengehen musste, wurden manche Gebäude einfach ein Bestandteil davon. Auch das oberirdische, im 1. Jahrhundert v. Chr. gebaute Bewässerungssystem wurde in die Mauer integriert sowie auch das monumentalste Gebäude von Salona, das Amphitheater. Der dänische Archäologe und Architekt Ejnar Dyggve, der sich viele Jahre mit Ausgrabungen von Salona beschäftigte, vermutet, dass das Amphitheater in der zweiten Hälfte des 2. Jahrhunderts v. Chr. gebaut wurde und mindestens 15.000 Zuschauer darin Platz hatten. In der Arena wurden Kämpfe zwischen Gladiatoren und wilden Tieren ausgetragen. Das erklärt auch die Anwesenheit von zwei in der Unterkonstruktion des Gebäudes gefundenen Heiligenstätten, die der Göttin Nemesis gewidmet waren. Im Hellenismus galt Nemesis auch als Göttin der Agones (Wettkämpfe aller Art) und wurde in der römischen Zeit in den Amphitheatern und Rennbahnen verehrt. Die Christen verwandelten später die Heiligenstätten in Kapellen, um an christliche Märtyrer zu erinnern, die in der Arena ums Leben gekommen waren. Unterhalb der Ehrenplätze wurde ein Teil einer Aufschrift „RP DONO DEDIT“ gefunden, was bedeutet, dass die Salonitaner den Bau des Amphitheaters einem wohlhabenden Mitbürger zu verdanken hatten. Während des Gotenkriegs (535–554) hat man das Amphitheater etwas verändert, um sich vor dem Feind zu schützen. Die Arena hat den Niedergang von Salona überstanden, erst die Venezianer zerstörten den Bau im 18. Jahrhundert, um die Türken daran zu hindern, dort Schutz zu finden. In der Nähe des Amphitheaters befindet sich der Friedhof der Gladiatoren. Einige Sarkophage sind noch erhalten. Die Reste der Arena, nur die unteren Teile der massiven Mauern, sind gut erhalten.

## Religion
Neben der offiziellen römischen Religion lebten zur antiken Zeit viele verschiedene Glaubensgemeinschaften nebeneinander, Anhänger verschiedener orientalischen Religionen, die Isis und Kybele verehrten, die jüdische Glaubensgemeinschaft, aber auch die Anhänger des Sonnengottes Mithras, dessen Verehrungsstätten an mehreren Plätzen in Salona gefunden wurden.
Ab dem 3. Jahrhundert entwickelte sich in Salona das Christentum, was auch mit dem salonitanischen Bischof Venantius zusammenhängt, der aus Rom gekommen war, um den christlichen Glauben in der Provinz zu verbreiten und um die Kirche in Salona neu zu organisieren. Während der Herrschaft Diokletians (284–305) verlor sein Nachfolger, Bischof Domnius, sein Leben während der Christenverfolgung im Jahre 304. Im Jahr 313 räumte Kaiser Konstantin mit der Mailänder Vereinbarung allen Christen das Recht ein, ihre Religion frei auszuüben. Einer seiner Nachfolger, Theodosius I., erhob am Ende des 4. Jahrhunderts das Christentum zur Staatsreligion und erließ Gesetze gegen das Heidentum. Diese Veränderungen wirkten sich auf die Entwicklung der Stadt aus. Das Zentrum von Salona wurde nach Osten verlagert, wo im 5. Jahrhundert ein bischöfliches Zentrum entstand, mit einer doppelten Basilika, einer Taufkirche und einem Bischofspalast.
Anfang des 5. Jahrhunderts wurde der salonitanische Bischof Metropolit von Dalmatien. In Salona wurden in den Jahren 530 und 533 zwei wichtige kirchliche Synoden aller dalmatinischer Bischöfe abgehalten.
Spätere Titularbischöfe von Salona waren zum Beispiel Sigismund Pirchan (1441–1472), Albert Schönhofer (1473–1493) und Alain-Sébastien Le Breton (1957–1964).